# Liste der Monuments historiques in Saint-Malo
Die Liste führt alle 83 Monuments historiques (Stand: Juli 2013) in der französischen Stadt Saint-Malo auf.

## Liste

### Festungsbauten
| Bezeichnung                 | Beschreibung | Standort                   | Kennzeichnung | Schutzstatus | Datum          | Bild |
| --------------------------- | ------------ | -------------------------- | ------------- | ------------ | -------------- | ---- |
| Burg und Befestigungsmauern |              | Place Chateaubriand (Lage) | PA00090801    | Classé       | 1886 1913 1921 |      |
| Fort de la Conchée          |              | (Lage)                     | PA00090809    | Classé       | 1984           |      |
| Fort National               |              | (Lage)                     | PA00090810    | Classé       | 1906 1913      |      |
| Fort du Petit Bé            |              | (Lage)                     | PA00090811    | Classé       | 1921           |      |
| Tour Solidor                |              | Rue d’Aleth (Lage)         | PA00090871    | Classé       | 1886           |      |

### Sakralbauten
| Bezeichnung                                                                 | Beschreibung | Standort                                     | Kennzeichnung | Schutzstatus | Datum     | Bild |
| --------------------------------------------------------------------------- | ------------ | -------------------------------------------- | ------------- | ------------ | --------- | ---- |
| Abtei St-Benoît, heutiger Justizpalast                                      |              | 1 place Saint-Aaron Rue Saint-Benoist (Lage) | PA00090797    | Inscrit      | 1946      |      |
| Kapelle St-Aaron                                                            |              | 3 place Saint-Aaron (Lage)                   | PA00090799    | Inscrit      | 1946      |      |
| ehemalige Kathedrale von Aleth                                              |              | Place de la Cité (Lage)                      | PA00090800    | Inscrit      | 1945 1996 |      |
| ehemalige Kathedrale von Saint-Malo                                         |              | Rue de la Blatrerie (Lage)                   | PA00090798    | Classé       | 1910 1946 |      |
| Kirche St-Ideuc                                                             |              | Rue de Saint-Ideuc (Lage)                    | PA00090807    | Inscrit      | 1970      |      |
| Kirche St-Sauveur                                                           |              | 8 rue Saint-Sauveur (Lage)                   | PA00090808    | Inscrit      | 1946      |      |
| Kirche Ste-Croix                                                            |              | Rue Jeanne Jugan Rue de la Fontaine (Lage)   | PA00090806    | Inscrit      | 1970      |      |
| Kloster Notre-Dame-des-Victoires nun École nationale de la Marine marchande |              | 4 rue de la Victoire (Lage)                  | PA00090804    | Classé       | 1929 1962 |      |
| Rekollektenkloster                                                          |              | 9 rue des Vieux-Remparts (Lage)              | PA00090805    | Inscrit      | 1946      |      |

### Sonstige Bauten
| Bezeichnung                                      | Beschreibung | Standort                     | Kennzeichnung | Schutzstatus | Datum | Bild |
| ------------------------------------------------ | ------------ | ---------------------------- | ------------- | ------------ | ----- | ---- |
| Grabmal von Chateaubriand und die Insel Grand Bé |              | (Lage)                       | PA00090870    | Classé       | 1954  |      |
| Phare du Grand Jardin                            |              | (Lage)                       | IA35028314    | Classé       | 2012  |      |
| Volkshaus Saint-Malo                             |              | 13 avenue Jean Jaurès (Lage) | PA35000040    | Inscrit      | 2011  |      |

### Wohnbauten

#### Einfache Wohnhäuser
| Bezeichnung                | Beschreibung | Standort                                         | Kennzeichnung | Schutzstatus | Datum     | Bild |
| -------------------------- | ------------ | ------------------------------------------------ | ------------- | ------------ | --------- | ---- |
| Gebäude                    |              | 7 rue des Grands Degrés (Lage)                   | PA00090837    | Inscrit      | 1950      |      |
| Gebäude                    |              | 13, 15 rue des Grands Degrés (Lage)              | PA00090838    | Inscrit      | 1950      |      |
| Gebäude                    |              | 15bis rue des Grands Degrés (Lage)               | PA00090839    | Inscrit      | 1950      |      |
| Gebäude                    |              | 17 rue des Grands Degrés (Lage)                  | PA00090840    | Inscrit      | 1950      |      |
| Gebäude                    |              | 6 cour La Houssaye (Lage)                        | PA00090841    | Inscrit      | 1955      |      |
| Gebäude                    |              | 10 cour La Houssaye (Lage)                       | PA00090842    | Inscrit      | 1946 1995 |      |
| Gebäude                    |              | 5 rue des Lauriers (Lage)                        | PA00090843    | Inscrit      | 1946      |      |
| Haus                       |              | 1 rue d’Asfeld (Lage)                            | PA00090823    | Inscrit      | 1942      |      |
| Haus                       |              | 2 rue Boursaint 11 rue des Petits Degrés (Lage)  | PA00090825    | Inscrit      | 1946      |      |
| Haus                       |              | 6 place Chateaubriand 1 rue Saint-Vincent (Lage) | PA00090827    | Inscrit      | 1942      |      |
| Haus                       |              | 11 place Chateaubriand (Lage)                    | PA00090828    | Inscrit      | 1946      |      |
| Haus                       |              | 16 rue de la Corne de Cerf (Lage)                | PA00090829    | Inscrit      | 1946      |      |
| Haus                       |              | 18 rue de la Corne de Cerf (Lage)                | PA00090830    | Inscrit      | 1946      |      |
| Haus                       |              | 4 rue de Dinan 22 rue de Toulouse (Lage)         | PA00090831    | Inscrit      | 1946      |      |
| Haus                       |              | 6 rue de Dinan 21 rue de Toulouse (Lage)         | PA00090832    | Inscrit      | 1946      |      |
| Haus                       |              | 2 rue de la Fosse 9 rue de Toulouse (Lage)       | PA00090834    | Inscrit      | 1946      |      |
| Haus                       |              | 2 rue des Grands Degrés Rue des Cordiers (Lage)  | PA00090836    | Inscrit      | 1946      |      |
| Haus                       |              | 1 rue Mahé de la Bourdonnais (Lage)              | PA00090844    | Inscrit      | 1946      |      |
| Haus                       |              | 2 rue Mahé de la Bourdonnais (Lage)              | PA00090845    | Inscrit      | 1935      |      |
| Haus                       |              | 3 rue d’Orléans (Lage)                           | PA00090846    | Inscrit      | 1942      |      |
| Haus                       |              | 5 rue d’Orléans (Lage)                           | PA00090847    | Inscrit      | 1942      |      |
| Haus                       |              | 7 rue d’Orléans (Lage)                           | PA00090848    | Inscrit      | 1942      |      |
| Haus                       |              | 8 rue d’Orléans (Lage)                           | PA00090849    | Inscrit      | 1942      |      |
| Haus                       |              | 9 rue d’Orléans (Lage)                           | PA00090850    | Inscrit      | 1942      |      |
| Haus                       |              | 10 rue d’Orléans 1 rue de Dinan (Lage)           | PA00090851    | Inscrit      | 1946      |      |
| Haus                       |              | 3 rue de l’Orme (Lage)                           | PA00090852    | Inscrit      | 1946      |      |
| Haus                       |              | 5 rue Pélicot (Lage)                             | PA00090854    | Inscrit      | 1946      |      |
| Haus                       |              | 9 rue des Petits Degrés 1 rue Boursaint (Lage)   | PA00090855    | Inscrit      | 1946      |      |
| Haus                       |              | 7 rue du Point du Jour (Lage)                    | PA00090856    | Inscrit      | 1946      |      |
| Haus                       |              | 10 rue du Puits aux Braies Rue Boursaint (Lage)  | PA00090857    | Inscrit      | 1946      |      |
| Haus                       |              | 6 rue Robert Surcouf (Lage)                      | PA00090858    | Inscrit      | 1946      |      |
| Haus                       |              | 6 rue Saint-Benoist (Lage)                       | PA00090859    | Inscrit      | 1946      |      |
| Haus                       |              | 8 rue Saint-Benoist (Lage)                       | PA00090860    | Inscrit      | 1946      |      |
| Haus                       |              | 2 rue Saint-Philippe (Lage)                      | PA00090861    | Inscrit      | 1942      |      |
| Haus                       |              | 3 rue Saint-Philippe (Lage)                      | PA00090862    | Inscrit      | 1942      |      |
| Haus                       |              | 4 rue Saint-Philippe (Lage)                      | PA00090863    | Inscrit      | 1942      |      |
| Haus                       |              | 5 rue Saint-Philippe (Lage)                      | PA00090864    | Inscrit      | 1942      |      |
| Haus                       |              | 6 rue Saint-Thomas (Lage)                        | PA00090865    | Inscrit      | 1946      |      |
| Haus                       |              | 3 rue Saint-Vincent (Lage)                       | PA00090866    | Inscrit      | 1946      |      |
| Haus                       |              | 20 rue de Toulouse 3, 5 rue de Dinan (Lage)      | PA00090867    | Inscrit      | 1946      |      |
| Haus                       |              | 8 rue de la Victoire (Lage)                      | PA00090868    | Inscrit      | 1946      |      |
| Maison de la Duchesse Anne |              | 2 cour La Houssaye (Lage)                        | PA00090820    | Inscrit      | 1931      |      |
| Maison Jeanne Jugan        |              | 6 rue Jean XXIII (Lage)                          | PA00090853    | Inscrit      | 1951      |      |

#### Malouinières
| Bezeichnung                  | Beschreibung | Standort                    | Kennzeichnung | Schutzstatus | Datum | Bild |
| ---------------------------- | ------------ | --------------------------- | ------------- | ------------ | ----- | ---- |
| Malouinière de Château Doré  |              | 48 rue Claude-Monet (Lage)  | PA35000018    | Inscrit      | 2001  |      |
| Malouinière du Puits Sauvage |              | Rue du Puits Sauvage (Lage) | PA00090967    | Inscrit      | 1990  |      |
| Malouinière de Rivasselou    |              | 5 rue de Rousse (Lage)      | PA35000012    | Inscrit      | 2000  |      |
| Malouinière de la Rivière    |              | (Lage)                      | PA35000013    | Inscrit      | 2000  |      |
| Malouinière de la Verderie   |              | 26 rue de Dreux (Lage)      | PA35000014    | Inscrit      | 2000  |      |
| Malouinière Chipaudière      |              | (Lage)                      | PA00090803    | Classé       | 1982  |      |

#### Residenzen
| Bezeichnung                                  | Beschreibung | Standort                           | Kennzeichnung | Schutzstatus | Datum | Bild |
| -------------------------------------------- | ------------ | ---------------------------------- | ------------- | ------------ | ----- | ---- |
| Bischofslandsitz                             |              | 4 rue du Génie (Lage)              | PA00090966    | Inscrit      | 1989  |      |
| Gouverneurshaus                              |              | 4 rue de la Fosse (Lage)           | PA00090835    | Inscrit      | 1946  |      |
| Manoir de la Giclais                         |              | (Lage)                             | PA00090869    | Inscrit      | 1976  |      |
| Manoir de Limoëlou, Haus von Jacques Cartier |              | Rue David MacDonald Stewart (Lage) | PA00090821    | Inscrit      | 1940  |      |

#### Schlösser
| Bezeichnung  | Beschreibung | Standort | Kennzeichnung | Schutzstatus | Datum | Bild |
| ------------ | ------------ | -------- | ------------- | ------------ | ----- | ---- |
| Schloss Bosc |              | (Lage)   | PA00090802    | Inscrit      | 1994  |      |

#### Stadthäuser
| Bezeichnung                             | Beschreibung | Standort                                                  | Kennzeichnung | Schutzstatus | Datum     | Bild |
| --------------------------------------- | ------------ | --------------------------------------------------------- | ------------- | ------------ | --------- | ---- |
| Hôtel André Desilles                    |              | 2 rue André Desilles (Lage)                               | PA00090812    | Classé       | 1927 1946 |      |
| Hôtel Baude du Val                      |              | 1 rue de Chartres (Lage)                                  | PA00090826    | Inscrit      | 1942      |      |
| Hôtel de Brevest                        |              | 12 rue de Dinan (Lage)                                    | PA00090814    | Inscrit      | 1970      |      |
| Hôtel de la Bertaudière                 |              | 2 rue du Chat qui Danse (Lage)                            | PA00090822    | Inscrit      | 1946      |      |
| Hôtel de la Gicquelais                  |              | 3 rue de Chateaubriand (Lage)                             | PA00090815    | Classé       | 1964      |      |
| Hôtel de la Grassinaye                  |              | 12 rue de Toulouse (Lage)                                 | PA00090816    | Inscrit      | 1946      |      |
| Hôtel Hay                               |              | 2 place Guy La Chambre 1, 3 rue Sainte-Marguerite (Lage)  | PA00090817    | Inscrit      | 1942      |      |
| Hôtel Magon de la Lande, hôtel d’Asfeld |              | 5 rue d’Asfeld 4 rue de Toulouse 2 rue de Chartres (Lage) | PA00090813    | Classé       | 2000      |      |
| Hôtel du Pélican                        |              | 8 rue Ville-Pépin (Lage)                                  | PA00090818    | Inscrit      | 1964      |      |
| Hôtel de la Sauldre                     |              | 4 rue d’Orléans 2 rue Feydeau (Lage)                      | PA00090833    | Inscrit      | 1942      |      |
| Hôtel de Surcouf                        |              | 1 rue Saint-Philippe (Lage)                               | PA00090819    | Inscrit      | 1942      |      |
| Hôtel Trublet de Nermont                |              | 7 rue d’Asfeld (Lage)                                     | PA00090824    | Inscrit      | 1946      |      |

## Liste der Objekte
- Monuments historiques (Objekte) in Saint-Malo in der Base Palissy des französischen Kultusministeriums